# 不道德的禮物
《不道德的禮物》為1995年香港電影，為邱淑貞之經典作品之一。劇中雪兒的舞蹈十分精彩，林樂山的演技非常到位，而Honey Chan受到的感情打擊、與Sorry的潑辣個性皆是這部電影有趣之處。

## 故事簡介
林樂山是一個在建築界享譽盛名的成功人士，但在一次事件中，因救其弟林樂水而發生意外導致下半身癱瘓及性功能障礙，其妻因此與他離婚。樂水對此事始終愧疚在心，願意為大哥做任何事以彌補大哥的損失。
在一次偶然機會，樂山看見雪兒，且對她著迷，樂水知道後與雪兒做交易：要她在大哥生日時提供一次性服務，並以3000萬做為酬勞，雪兒的父親因經商失敗導致財務危機，雪兒為了父親拯救的產業答應其要求。合約中提及雪兒於提供性服務前需接受Honey Chan的特別訓練，在Honey的細心訓練下，雪兒懂得如何吸引男人與如何表現出女性的美，而樂水也漸漸喜歡上雪兒。
隨著大哥的生日逐漸到來，樂水想毀約、獨佔雪兒，但雪兒堅決不許，最後的結果卻是......

## 演員表
| 演員   | 角色             | 備註     |
| ------ | ---------------- | -------- |
| 邱淑貞 | 雪兒             |          |
| 鄭伊健 | 林樂水、Water    |          |
| 江華   | 林樂山、Mountain |          |
| 李蕙敏 | Sorry            |          |
| 王敏德 | Honey Chan       | 男同性戀 |

## 榮譽
| 頒獎典禮             | 獎項       | 名單   | 結果 |
| 第15届香港电影金像奖 | 最佳女主角 | 邱淑贞 | 提名 |
| 第15届香港电影金像奖 | 最佳摄影   | 刘伟强 | 提名 |

## 外部連結
- 香港影庫上《不道德的禮物》的資料（繁體中文）
- 開眼電影網上《不道德的禮物》的資料（繁體中文）
- 豆瓣电影上《不道德的禮物》的資料 （简体中文）
- 时光网上《不道德的禮物》的資料（简体中文）
- AllMovie上《不道德的禮物》的资料（英文）
- 互联网电影数据库（IMDb）上《不道德的禮物》的资料（英文）